# Papeška država
Papeška država je bila država, na čelu katere je bil papež, zaradi česar je bila v teku stoletij svojega obstoja večinoma združena s pojmom Katoliške Cerkve. Z njenim propadom leta 1870 sta se jasno opredelili dve enoti: Rimokatoliška cerkev kot naddržavna verska organizacija in poznejša Vatikanska država kot neodvisni politični in geografski osebek.
Za Papeško državo je značilno, da ni mogoče natančno določiti leta njenega nastanka, ki se po dogovoru postavlja v leto 752 ali 756. Navadno se razlikuje stanje »de facto« in stanje »de jure«. De facto, torej dejansko, je država nastajala vzporedno z upadanjem bizantinske oblasti na Apeninskem polotoku od šestega stoletja dalje vse do propada eksarhata leta 751. De jure, se pravi po zakonu, se upoštevajo nekatere listine, ki so zagotovile papežem last določenih ozemelj, začenši z letom 728.

## Zgodovinsko ozadje
Zadnja vojna med bizantinskim cesarjem Justinijanom I. in Goti (535-553), čigar cilj je bil obnovitev Rimskega cesarstva in izgon germanskih plemen iz Apeninskega polotoka, je hudo prizadela prebivalstvo. Meščani so se v strahu pred vojsko v velikem številu odselili na podeželje, od koder se niso vrnili niti po vojni, da bi se lažje izognili hudemu davčnemu pritisku zmagovitih Bizantincev. V povojni zmedi je papež pridobival na ugledu ne samo kot duhovni voditelj, temveč predvsem kot zastopnik civilne oblasti. Ko je cesarska oblast začela upadati, je papež postopoma nadomeščal eksarhe, najprej v sodnih zadevah, nato v občevanju in pogajanju z vazali in zavezniki, končno pri pobiranju in določanju davkov. 
V Rimu je bil senat razkropljen in njegovi maloštevilni predstavniki niso dajali ljudstvu nikakega zaupanja. Od leta 727 Bizanc ni več imenoval svojega predstavnika v Rimu in pripadniki rimske aristokracije so množično zasedli najvidnejše položaje v vojski in v senatu. A ko so leta 751 Langobardi odpravili eksarhat, so papeži (Zaharija, Štefan II., Pavel I.) izkoristili ugodni trenutek. Uveljavili so vse politične prednosti, ki jim jih je bil priznal Justinijan I. in nastopili bodisi proti Langobardom kot proti rimski aristokraciji. Formalne države še ni bilo, a pogoji za njen nastanek so obstajali.

## Donacije
Sredi osmega stoletja je bila papeška civilna oblast dobro utrjena, treba je bilo le dokazati, da je tudi zakonita. Potrebni so bili dokazi, da ima papež pravico do lastništva ozemelj, ki jih ima v posesti. Precedens je segal v čas papeža Gregorija II., ki je bil zaman prosil Bizanc za pomoč v slučaju Langobardskega napada. Ko so Langobardi dejansko začeli osvajati njegovo ozemlje (728), se je torej papež spustil v direktna pogajanja z njimi in dosegel, da so vrnili graščino v kraju Sutri v severnem Laciju. Langobardski poveljnik Liutprand pa ni vrnil ozemlja Bizantincem (zakonitim lastnikom), temveč rimskemu papežu, ki se je bil osebno zavzel za stvar. Posestvo v Sutriju ni bilo prvi delček zemlje, ki je prišla v last papežem, ker se je že prej dogajalo, da je kak privatnik kaj podaril papežu. Donacija je bila važna, v kolikor je prišla od predstavnika suverene države in je imela torej pomen priznanja papeške civilne oblasti. Isti Liutprand je leta 742 poklonil papežu Zahariji še štiri osvojena mesta in vmesno ozemlje.
Med leti 754 in 756 je frankovski kralj Pipin Mali izvojeval od Langobardov obširna ozemlja na Apeninskem polotoku, ki jih je nato poklonil »sedežu apostola Petra« (promissio carisiaca). V to obdobje se torej postavlja formalni začetek Papeške države, saj jo je uradno priznala tedaj najvišja evropska oblast, frankovski kralj. Ko je potem leta 781 Karel Veliki podjarmil Langobarde in daroval papežem njihovo zemljo, je država dobila tudi ime. Nastal je Patrimonium Sancti Petri (= premoženje svetega Petra), prva oblika Papeške države. Administracija je ostala v rokah lokalnih aristokratov, ki so priznavali papeževo nadoblast, za obrambo in notranji red je skrbela frankovska vojska.

## Železna doba papeštva
Obširno ozemlje, ki je prišlo pod papeževo oblast, je bilo zelo raznoliko in upravljalo ga je nešteto papeževih predstavnikov, ki so skrbeli predvsem za lastne koristi. Fevdalni sistem je dajal precejšnjo oblast škofom, kar je v kratkem dovedlo do boja za investiture. Po padcu karolinške dinastije, ki je skrbela za red, je rimska aristokracija prevladala nad papeževo oblastjo. Pohlep po oblasti je prekril vsakršno duhovno poslanstvo verskih predstavnikov. Papež je postal le formalni nosilec oblasti, ki jo je upravljala aristokracija. Zaradi korupcije in moralne pokvarjenosti, ki je splošno vladala na prelomu tisočletja, se to obdobje imenuje železna doba papeštva.

## Obnova papeževe oblasti
Enajsto stoletje zaznamuje dejanski zagon Papeške države v političnem smislu. Po dveh stoletjih nerednega upravljanja in zlorabe oblasti je prevladalo prepričanje, da je solidna država mogoča le na podlagi duhovnega vodstva množic. Ugled političnih predstavnikov je bilo treba iskati v njihovem brezhibnem verskem življenju. Ta ugled naj bi bil istočasno tudi sredstvo za moralni vpliv na politična dogajanja sosednjih držav. Tako je bila bodisi notranja politika kot zunanja postavljena na podlago duhovnosti in vere.
V tem duhu je leta 1059 papež Nikolaj II. odobril zakon, ki je predvideval, da mora voliti papeža kolegij kardinalov in ne več rimska aristokracija in ljudstvo.To je bil odločilni korak v reformi papeževe oblasti, ki se je na ta način izognila vplivu tako rimskih kot cesarskih laikov. Zakon je bil sprejet na pobudo Hildebranda iz Saone, ki je bil svetovalec tega papeža, kakor tudi štirih papežev pred njim in enega za njim, dokler ni on sam postal papež z imenom Gregor VII. Po njegovi zaslugi se je dokončno utrdila papeževa osebna oblast v vodstvu države.
Moralna reforma je imela pozitivne posledice tudi za premoženje Papeške države. Istega leta 1059 je bil podpisan sporazum z Normani, po katerem bi jim bila priznana lastnina ozemlja, ki bi ga utrgali Arabcem. Ta daljnovidna poteza je zagotovila stoletja moralne nadvlade Papeške države nad južnimi deli polotoka. Na severu polotoka je papeževa oblast segala skoraj do Alp na posestvih Matilde iz Kanose, ki so tudi uradno prešla v last papeža Pashala II. leta 1102.

## Gvelfi in gibelini
Osrednje evropske vladavine niso prezrle vedno večje moči Papeške države. Henrik VI. Nemški jo je z zasedbo Sicilije (1194) omejil na centralni del polotoka in s to potezo so se začeli dolgoletni spori s papeži, ki jih je nadaljeval tudi njegov sin Friderik II. Ti spori so podžigali dolgoletne vojne med gvelfi in gibelini, ki so močno vplivale na potek zgodovine vsega polotoka. Obdobje državljanskih vojn med gvelfi in gibelini se je zaključilo s koncem trinajstega stoletja in je privedlo do nastanka sinjorij in nato principatov, iz katerih so izšle razne plemiške družine poznejše italijanske zgodovine. Sama Papeška država je bila ob zaključku te dobe vojaško popolnoma izčrpana, a še vedno najmočnejša država na polotoku, ki jo je vodila oligarhija cerkvenih predstavnikov.

## Avinjonsko obdobje
Posledice nasilnega obdobja vojn med gvelfi in gibelini so se zavlekle daleč v štirinajsto stoletje. Sinjorije, ki so nastajale povsod po polotoku, so se osamosvajale in v najboljšem slučaju samo formalno priznavale papeževo nadoblast. Celo manjše podeželjske komune so se smatrale za samostojne. Papeži, ki so se vrstili na čelu države, so bili večinoma nesposobni, večkrat celo odkrito zavzeti samo za lastno gmotno korist. V samem Rimu je bilo prebivalstvo nezadovoljno in se je uprlo, aristokracija pa je ponovno segla po oblasti. Zaradi papeških zahtev, da se jim obnovijo privilegiji tudi v evropskem prostoru, je prišlo do hudega spora s francoskim kraljem Filipom Lepim. Da bi mu ugodil, je konklave leta 1305 izvolil za novega papeža Francoza (Klemen V.) in ta je prenesel papeški sedež v Avignon, da bi se izognil neprijetnemu rimskemu vzdušju. Oddaljenost papeža je poslabšala stanje v Papeški državi in zmanjšala njen ugled v Evropi, dokler ni nastopil kardinal Albornoz z odločnimi vojaškimi in diplomatskimi posegi. Leta 1367 je bil spet vzpostavljen red v državi in leta 1377 se je papež vrnil v Rim. Kot ugotavljajo sodobni zgodovinarji, Albornoz dejansko ni pridobil državi prejšnjega stanja in ni obnovil oblasti izpred civilnih vojn. Bil je le toliko spreten, da se je zadovoljil tudi s samo formalnimi obljubami podložnosti in da je celo sprejel zahteve nasprotnikov, samo da je s tem dosegel prenehanje nemirov in disciplino v Papeški državi. Njegovi zakoni (Constitutiones aegidianae), ki so ponovno uvedli red v državno administracijo, so ostali v veljavi do leta 1816.

## Shizma
Po vrnitvi v Rim so si papeži spet pridobili naklonjenost prebivalstva. Ko je bilo treba leta 1378 izvoliti novega papeža, je prišlo do ljudske vstaje, kjer je množica zahtevala »italijanskega« papeža, in v naglici je bil izvoljen Urban VI., nadškof mesta Bari, ki se je pa kmalu izkazal za prepirača. Nekateri kardinali, v glavnem francoski, so sklicali nov konklave in so izvolili drugega papeža, Klemna VII., ki se je namestil v Avinjonu. Tako sta bila istočasno na oblasti dva papeža, oba izvoljena v rednem konklavu, vsak s svojim legalnim sedežem. To stanje, kjer sta bila na oblasti istočasno dva papeža, pozneje celo trije, je trajalo do leta 1417.
V obdobju shizme, ko so bili glavni problemi papeštva doktrinalnega značaja, niso prenehali niti politični problemi. Albornozovi dosežki so bili le premirje in pojavili so se novi nemiri v Firencah in v Milanu, nato po raznih krajih na polotoku in v samem Rimu. Po zaključku shizme je bil ponovno vzpostavljen red, vendar so nastale nove oblike oblasti, ko se je uveljavila v ostalih državah na polotoku monarhična ureditev sinjorij. Papeži so uvedli različico dedne monarhije z nepotizmom, ki se je pa pozneje izkazal za škodljivega, ker je razprševal absolutistično oblast.

## Novo razmerje sil
Plenitev Rima iz leta 1527 zaznamuje važen mejnik v zgodovini Papeške države. Ugled papeža kot voditelja države je bil uničen in stiki na isti ravni z evropskimi velesilami niso bili več mogoči, medtem ko je plemiška oblast sinjorij naglo rastla. Nastalo je novo razmerje sil na polotoku, kjer so bili papeži kvečjemu enakopravni ostalim političnim osebkom, na primer Medičejcem. Zgodovinsko najpomembnejši dogodek tega časa je kronanje Karla V. za cesarja Svetega rimskega cesarstva (1530). Karel je s tem postal najmogočnejši zaščitnik kristijanov (namesto papeža) in Španci so imeli prosto pot na polotok.  V kratkem je postala Papeška država le ena od majhnih italijanskih državic v senci španske nadoblasti. Njena politična dejavnost je popolnoma zamrla tudi zato, ker so se morali papeži spopasti z verskimi problemi (protestantizem in reformacija), kar je trajalo še vse sedemnajsto stoletje.
V tem času se je laična dejavnost države opredelila za novo vrsto nepotizma, ki ni bil več političnega značaja, pač pa finančnega. Z ustvarjanjem donosnih služb in pristojnosti je bila omogočena finančna rast sorodnikov. To je sicer popolnoma izčrpalo državno blagajno, je pa ustvarilo novo rimsko aristokracijo, ki ni bila več konkurenčna papeževi oblasti, temveč je bila od nje odvisna.

## Zaton države
Zmanjšana politična moč papežev je prepričala razne države, da so zahtevale zemljiške koncesije, in razne obrobne kraje, da so se hoteli odcepiti. V osemnajstem stoletju se je začela zemljiška posest države krčiti. Pravi udarec absolutistični upravi je dala francoska revolucija, po kateri so bila francoska posestva razlaščena. Leta 1798 je prišlo do revolucije v samem Rimu in razglašena je bila republika, ki je začasno odvzela papežem vso posvetno oblast. Leta 1809 je Napoleon uradno ukinil Papeško državo, kar ni posebno vznemirilo nobene od tedaj obstoječih »katoliških« držav. 
Z dunajskim kongresom je bila država sicer obnovljena, a njeno vojaško in predvsem finančno stanje je bilo porazno. Papeži te dobe so usmerili vso pozornost na pridobivanje gmotnih sredstev, kar je odtujilo še preostalo ljudsko podporo.

## Združitev Italije
Papež Pij IX. je skušal vnesti v državo liberalno reformo (1846), kar je dejansko pokazal s tem, da se je postavil ob stran milanskih revolucionarjev v boju proti Avstriji in poslal na fronto svoje čete. Toda pod pritiskom kardinalov jih je moral odpoklicati. Razen tega je na vsem polotoku že vladala ideja o zedinjenju, ki je tudi privedla do združenja Italije leta 1860. Papeška država je bila zadnji del ozemlja, ki so ga italijanske čete zasedle leta 1870. To je bil konec Papeške države. Leta 1929 jo je nasledila Vatikanska mestna država.